# Sebastian Fausto
Sebastián Fausto o simplemente Fausto, es un superhéroe de cómic ficticio de DC Comics, basado libremente en el protagonista de la leyenda alemana que vendió su alma al diablo. Fue introducido en la serie de cómics Outsiders de 1993.
Fausto es el hijo del mago malvado Félix Fausto. Su alma es vendida por su padre a un demonio llamado Nebiros cuando era un bebé a cambio de poder, pero el demonio engaña y le otorga el poder a Sebastián en lugar de a su padre. Debido a esto, Fausto obtiene poderes arcanos de magia negra y magia del alma que le permiten desviar las almas de otros y otorgarle sus poderes y habilidades, así como recargar sus propios poderes mágicos.
En DC Rebirth, Fausto conserva su origen de ser el hijo de Félix Fausto y su alma regateada por su padre. Sin embargo, aunque tradicionalmente es un héroe en solitario, en su lugar es elegido como un exdirector de gobierno de A.R.G.U.S. a cargo de Project: Black Room, un programa dedicado a recolectar artefactos místicos para el gobierno de Estados Unidos.

## Biografía
Sebastián Fausto es el hijo del mago malvado Félix Fausto que apareció como adversario de la Liga de la Justicia de América en 1962 y una mujer sin nombre que era la esposa de Félix. También tiene una hermana llamada Fauna. Cuando era niño, su padre lo sometió a un trato con un demonio llamado Nebiros para recibir la habilidad natural de utilizar el poder mágico a cambio del alma de su hijo. Sin embargo, el trato dejó a Sebastián con el poder que ansiaba su padre. Entrenaría a su hijo en las artes místicas durante su infancia, luchando por resistir el dominio de la magia negra que le enseñaron. Finalmente, después del nacimiento de su hermana, su madre desarrolló leucemia y se dedicó a las artes oscuras para aliviar temporalmente el dolor. Sin embargo, ella muere frente a Sebastián en un accidente automovilístico. Poco después, Sebastián se escapó de casa.

### Outsiders
En el segundo volumen de los Outsiders, Fausto trabaja con los Forasteros y ayuda al equipo cuando se reforman bajo la amenaza de una invasión vampírica de Markovia. Cuando el guardaespaldas de Technocrat, Charlie Wylde, es atacado por un oso, Fausto lo salva fusionando al oso y al guardia. Sin embargo, el lado violento del oso resulta en la muerte de soldados inocentes de Markovia. Wylde continúa peleando y pierde contra su mitad bestial, y termina en un zoológico, atormentado por la hermana de Sebastián, Fauna.
Los Forasteros están huyendo durante algún tiempo, después de haber sido incriminados por el vampiro principal, Roderick, por el asesinato de la traidora Reina Ilona. No se sabe que Ilona está tratando de matar a los Forasteros. Finalmente, el equipo limpia sus nombres. Durante su mandato, muchos de sus compañeros de equipo no confían en Fausto. A pesar de esto, desarrolla una relación romántica con la inocente Halo. Pronto, Félix, junto con Fauna, ataca al equipo, llevándolos a una dimensión diferente. El equipo sufre varias torturas y sobrevive solo gracias a las leyes flexibles de la realidad en este reino. Fausto lidera un intento de fuga. Después de que el equipo se disuelve, Fausto intenta seguir una carrera en solitario.

### Día del Juicio
Durante el evento cruzado de DC Comics de 1999, Day of Judgment, Fausto se une a otros personajes mágicos del Universo DC para formar los Centinelas de Magia. Los habitantes del infierno han invadido la Tierra, liderados por Asmodel, un ángel con los poderes de El Espectro. Fausto se une a un variado grupo de superhéroes, incluidos Átomo, Superman, Firestorm y Enchantress. Viajan al infierno mismo y, finalmente, a la ciudad de Dis, el centro de poder del infierno, para volver a encender sus fuegos. Durante el viaje, los héroes quedan atrapados temporalmente bajo el río Estigia congelado. Fausto se las arregla para rescatar a Enchantress primero; como no tiene alma, las aguas del río no lo atormentan.
Dentro de la ciudad, los héroes descubren al demonio Nebiros, que se ha quedado para proteger los fuegos helados. En la batalla, Fausto libera a Blue Devil, cuyos huesos aparentemente había comprado en un misterioso mercado. Nebiros muere debido a que Firestorm cambia el agua de su cuerpo a cemento. Fausto recupera su alma.
Las fuerzas combinadas de los superhéroes no son suficientes para volver a encender los fuegos. Fausto se da cuenta de lo que debe hacerse y asesina a Enchantress, perdiendo su alma, reiniciando los incendios y salvando la Tierra de una vez.

### Bautismo negro
A continuación, Fausto aparece durante el evento Black Baptism. A lo largo de la historia, trabaja tanto con la Liga de la Justicia como contra ella, antes de tocar sus almas para detener al poderoso hechicero Hermes Trismegisto. Fausto se da cuenta de que su nuevo amigo, Blue Devil, solo se queda con él debido a la naturaleza mágica de su resurgimiento. No dispuesto a arriesgar la seguridad de Blue Devil, elimina la conexión mágica hundiendo el último de los huesos de Blue Devil en su espalda. Después de las batallas, Fausto finge la muerte de él y de su padre. Blue Devil pronto muere en la batalla contra Hermes, pero revive.

### Checkmate
Aunque Fausto no aparece en Checkmate # 17, Carl Draper menciona que lo contrataron como consultor para establecer salvaguardas mágicas para ayudar a defender el cuartel general de Checkmate, el Castillo. En el número 24 de la serie, Fausto se revela como uno de los "Rooks" de la organización.

### DC Rebirth
En la serie limitada Suicide Squad: Black Files, Sebastián Fausto es re-imaginado como uno de los ex directores del Project: Black Room, DE A.R.G.U.S., un programa diseñado para catalogar elementos de origen místico y combatir amenazas de origen mágico en nombre del gobierno de los Estados Unidos. Considerado el mejor mago de América y ARGUS, luego se enamora de una dríada con la que se casa y luego queda embarazada de su hijo. Después de que un hechizo que recogió durante sus misiones enfermó terminalmente a su esposa, decide deshacerse de la magia para curar a su esposa y al feto mediante el uso de herramientas arcanas que adquirió de una célula de terror místico y entra en conflicto con Suicide Squad Black, una rama del Escuadrón Suicida que consta de miembros capaces de luchar contra amenazas sobrenaturales. Finalmente es derrotado por este equipo y luego es acogido por la Liga de la Justicia para ser rehabilitado.

## Poderes y habilidades
Fortalecido por un trato demoníaco, Sebastian Fausto tiene conocimientos sobre el ocultismo y es considerado uno de los usuarios de magia más poderosos de la Tierra. Un hábil lanzador de hechizos, los encantamientos de Fausto se adentran en la magia negra, y se observa que dicha forma de magia a menudo tiene un gran impacto en su practicante. Su padre le enseñó magia del alma, una forma de magia que Sebastian supera a su padre en la que le permite manipular y potenciarse con las almas de los demás para lograr hazañas mágicas como reponer sus energías agotadas, lea el aura de otros, desvían los poderes de otros como el de las capacidades de construcción del anillo de poder del Linterna Verde y la Fuerza de la Velocidad.
En DC Rebirth, la naturaleza de sus poderes ha cambiado; Considerado el usuario de magia más poderoso en ARGUS y América, todavía está impulsado por un trato demoníaco que le dio su padre. Sin embargo, es un usuario experto de la magia capaz de enfrentarse a poderosos usuarios de magia como Enchantress y Klarion el niño brujo al decir comandos verbales al revés de manera similar a Zatanna para realizar varias hazañas de magia como crear construcciones mágicas, descargar explosiones de energía mágica, control mental, lanzando un escudo de energía y dotándose a sí mismo de una durabilidad sobrehumana. También es un líder hábil y capaz de manipular a otros para promover sus propios objetivos.